# Sven Grossegger
Sven Grossegger (ur. 17 listopada 1987 w Saalfelden am Steinernen Meer) – austriacki biathlonista. Dwukrotny wicemistrz Europy w sztafecie, wicemistrz świata juniorów w sztafecie. Trzykrotny uczestnik mistrzostw świata juniorów w biathlonie.
Jego matka, Andrea Grossegger, także była biathlonistką.

## Osiągnięcia

### Mistrzostwa świata
| Rok  | Miejscowość | Konkurencje | Konkurencje | Konkurencje | Konkurencje | Konkurencje | Konkurencje | Konkurencje |
| Rok  | Miejscowość | IN          | SP          | PU          | MS          | RL          | MR          | SR          |
| ---- | ----------- | ----------- | ----------- | ----------- | ----------- | ----------- | ----------- | ----------- |
| 2015 | Kontiolahti | 29.         | –           | –           | –           | –           | 5.          | 5.          |
| 2016 | Oslo        | –           | 51.         | 48.         | –           | –           | 4.          | –           |

### Mistrzostwa świata juniorów
| Rok  | Miejscowość  | Konkurencje | Konkurencje | Konkurencje | Konkurencje | Konkurencje | Konkurencje | Konkurencje |
| Rok  | Miejscowość  | IN          | SP          | PU          | MS          | RL          | MR          | SR          |
| ---- | ------------ | ----------- | ----------- | ----------- | ----------- | ----------- | ----------- | ----------- |
| 2006 | Presque Isle | 6.          | 7.          | 4.          | nd.         | 2.          | nd.         | –           |
| 2007 | Martell      | 31.         | 8.          | 17.         | nd.         | 4.          | nd.         | –           |
| 2008 | Ruhpolding   | 28.         | 6.          | 25.         | nd.         | 4.          | nd.         | –           |

### Mistrzostwa Europy
| Rok  | Miejscowość          | Konkurencje | Konkurencje | Konkurencje | Konkurencje | Konkurencje | Konkurencje | Konkurencje |
| Rok  | Miejscowość          | IN          | SP          | PU          | MS          | RL          | MR          | SR          |
| ---- | -------------------- | ----------- | ----------- | ----------- | ----------- | ----------- | ----------- | ----------- |
| 2006 | Langdorf             | –           | 49.         | DNS         | nd.         | 8.          | nd.         | –           |
| 2007 | Bansko               | 4.          | 7.          | DNS         | nd.         | 2.          | nd.         | –           |
| 2008 | Nové Město na Moravě | 27.         | 20.         | 17.         | nd.         | 2.          | nd.         | –           |
| 2009 | Ufa                  | 30.         | 20.         | 20.         | nd.         | 5.          | nd.         | –           |
| 2010 | Otepää               | DNS         | 43.         | 28.         | nd.         | 9.          | nd.         | –           |

### Puchar Świata

#### Miejsca w klasyfikacji generalnej
| Sezon     | Miejsce |
| --------- | ------- |
| 2004/2005 | ?       |
| 2008/2009 | -       |
| 2009/2010 | -       |
| 2010/2011 | 100.    |
| 2011/2012 | 57.     |
| 2013/2014 | 102.    |
| 2014/2015 | 57.     |
| 2015/2016 | 36.     |
| 2016/2017 | -       |
| 2017/2018 | -       |
| 2018/2019 | -       |

#### Miejsca na podium
Grossegger nigdy nie stanął na podium indywidualnych zawodów PŚ.